# البدارنة الشرقيين (الحارث)
البدارنة الشرقيين هو دُوَّار يقع بجماعة سيدي أمحمد أومرزوق، إقليم الصويرة، جهة مراكش آسفي في المملكة المغربية. ينتمي الدوّار لمشيخة الحارث التي تضم 6 دواوير. يقدر عدد سكانه بـ 1354 نسمة حسب الإحصاء الرسمي للسكان والسكنى لسنة 2004.

## روابط خارجية
- البوابة الوطنية للجماعات الترابية
- المندوبية السامية للتخطيط